# Magyar Posta
Magyar Posta Zrt. è la società che si occupa del servizio postale in Ungheria. Oltre alle normali attività di consegna, Magyar Posta offre anche servizi di logistica, bancari e di marketing.
L'azienda gestisce più di 2 700 uffici postali, centinaia di uffici postali mobili, 12 punti di elaborazione postale manuali, un centro di scambi postali internazionali, un impianto logistico e un centro logistico nazionale a Budaörs.
All'interno del territorio nazionale, Magyar Posta possiede una rete di musei dedicati alla storia dei servizi postali ungheresi.

## Storia
Le poste ungheresi furono fondate nel 1867 come Magyar Királyi Posta ("Regie poste ungheresi"), un'istituzione pubblica nazionale e indipendente nata  a seguito del compromesso austro-ungherese avvenuto nello stesso anno. All'inizio impiegò i francobolli dell'Impero austriaco fino al 1871, quando incominciò ad emetterli in maniera autonoma.
La Magyar Királyi Posta è stata la prima a sperimentare la motorizzazione dei trasporti postali a partire dal 1897. Nel 1900 impiegò il triciclo motorizzato di János Csonka e rimase in servizio fino agli anni venti.
Nel 1918 eliminò per un breve periodo la parola Királyi dal loro nome durante la prima repubblica ungherese (1918-1920), per rimetterla successivamente durante la Reggenza agli inizi del 1920. Nel 1945, sotto il governo provvisorio assunse il nome di Magyar Post.
La società divenne un'agenzia indipendente nel 1983. Il primo gennaio del 1990, durante la caduta del regime comunista, l'unita Magyar Posta venne divisa in tre organizzazioni. Il servizio telefonico venne scorporato nella Magyar Távközlési Vállalat (l'attuale Magyar Telekom) e quello televisivo nella Magyar Műsorszóró Vállalat.  Magyar Post divenne un'azienda separata e indipendente posta sotto il Ministero dei trasporti. Nel 1994 venne privatizzata e trasformata in una joint-stock corporation a partecipazione statale e nel 2006 una limited liability company privata.